# Federația Română de Tir Sportiv
Federația Română de Tir Sportiv (FRTS) este o structură sportivă de interes național ce desfășoară, organizează și promovează activitatea de tir sportiv din România. 
Înființată în anul 1862, este membră a Comitetului Olimpic și Sportiv Român (COSR) și a Federației Interaționale de Tir Sportiv (ISSF) din 1922.
Federația a organizat cinci campionate europene la poligonul Tunari din București:
- Campionatele Europene de Tir din 1955
- Campionatele Europene de Tir din 1965
- Campionatele Europene de Tir din 1975
- Campionatele Europene de Tir din 1977
- Campionatele Europene de Tir din 1983

Președinți
- 1934-1940 George Al. Plagino
- 1940-1941 Manole Stroici
- 1941-1942 Nicolae Alex. Lahovary
- 1943-1944 Constantin Dudescu
- 1945-1946 Gheorghe Petrescu
- 1946-1947 Sandu Cerchez
- 1947-1949 Petre Borilă
- 1949-1951 Petre Burcă
- 1951-1956 Aurel Ungur
- 1957-1965 Arhip Floca
- 1965-1967 Stelian Țîrcă
- 1967-1984 Gheorghe Pasat
- 1984-1989 Gavrilă Barani
- 1990-2000 Corneliu Ion
- 2001–2006 Gheorghe Stan
- 2007-2009 Adrian Ilie
- 2010-2019 Sorin Babii[3]
- 2019- Lucia Mihalache[3]

## Vezi și
- Sportul în România